# Panamerikanische Spiele 1951/Boxen
Die 1. Boxwettkämpfe der Herren bei den Panamerikanischen Spielen wurden vom 25. Februar bis zum 8. März 1951 in der argentinischen Hauptstadt Buenos Aires ausgetragen. Insgesamt wurden 24  Medaillen in acht Gewichtsklassen vergeben.

## Medaillengewinner
| Klasse                        | Gold                         | Silber                   | Bronze               |
| ----------------------------- | ---------------------------- | ------------------------ | -------------------- |
| Fliegengewicht (bis 51 kg)    | Alberto Barenhi Argentinien  | German Pardo Chile       | Raúl Macías Mexiko   |
| Bantamgewicht (bis 54 kg)     | Ricardo Gonzales Argentinien | Ali Martucci Venezuela   | Juan Rodríguez Chile |
| Federgewicht (bis 57 kg)      | Francisco Nunez Argentinien  | Augusto Carcamo Chile    | Juan Alvarado Mexiko |
| Leichtgewicht (bis 60 kg)     | Oscar Gallardo Argentinien   | Fernando Araneda Chile   | Willie Hunter USA    |
| Weltergewicht (bis 67 kg)     | Oscar Pietta Argentinien     | Cristobal Hernandez Kuba | Jose Noriega Mexiko  |
| Mittelgewicht (bis 75 kg)     | Ubaldo Pereira Argentinien   | Paulo Sacoman Brasilien  | Manuel Vargas Chile  |
| Halbschwergewicht (bis 81 kg) | Rinaldo Ansaloni Argentinien | Lucio Gratone Brasilien  | John Stewart USA     |
| Schwergewicht (über 81 kg)    | Jorge Vertone Argentinien    | Victor Bignon Chile      | Norvel Lee USA       |

## Medaillenspiegel
| Rang | Land               | Gold | Silber | Bronze | Gesamt |
| ---- | ------------------ | ---- | ------ | ------ | ------ |
| 01   | Argentinien        | 8    | –      | –      | 8      |
| 02   | Chile              | –    | 4      | 2      | 06     |
| 03   | Brasilien          | –    | 2      | –      | 02     |
| 04   | Kuba               | –    | 1      | –      | 01     |
| 04   | Venezuela          | –    | 1      | –      | 01     |
| 06   | Mexiko             | –    | –      | 3      | 03     |
| 06   | Vereinigte Staaten | –    | –      | 3      | 03     |
|      | Total              | 8    | 8      | 8      | 24     |